# Dujam II. de Judicibus
Dujam II. de Judicibus (lat. Domnius Lucari ili Doimo Lucaris), (Split, druga pol. 14. st. – Ugarska, nakon 1435.), splitski nadbiskup i metropolit. Posljednji je splitski nadbiskup iz predmletačkog razdoblja i zadnji Splićanin na nadbiskupskoj stolici.

## Životopis
Podrijetlom je iz stare splitske plemićke obitelji Lukarić (Luccari). Godine 1409., kada je umro nadbiskup Peregrin Aragonac, bio je na funkciji arhiđakona. Tada mu je splitski Kaptol povjerio službu kaptolskog vikara, a potom ga gotovo jednoglasno izabrao za novog nadbiskupa. Izbor je potvrdio papa Ivan XXIII. 1410. godine, ali ja nastojao vratiti u Split izbjeglog nadbiskupa Andriju Benzija, pa je već danu potvrdu povukao i 1411. na splitsku nadbiskupsku stolicu ustoličio Petra X. Diškovića s Paga, dotadašnjeg biskupa Faenza, s čime se nisu slagali ni Splićani ni kralj Sigismund Luksemburški. Zbog toga je Dujam II. šest godina upravljao Splitskom nadbiskupijom kao kaptolski vikar i samo izabrani nadbiskup. U međuvremenu sprijateljio se s kraljem Sigismundom, na čijem je dvoru boravio nekoliko mjeseci tijekom 1413. godine, kao voditelj izaslanstva Splićana u vezi sa zbacivanjem Hrvoja Vukčića Hrvatinića s položaja splitskog hercega.
Nakon što je nekadašnji splitski nadbiskup Andrija Benzi postao kaločko-bačkim nadbiskupom, Dujam II. je bez poteškoće dobio pristanak kralja Sigismunda, a onda i pape Ivana XXIII., pa je 1415. zaređen za splitskog nadbuskupa.
Nadbiskup Dujam dao je učvrstiti prvi kat zvonika sv. Duje i radove je povjerio splitskom majstoru Nikoli Tvrdoju, kojeg je proglasio "operarijem i nadzornikom zvonka crkve sv. Dujma i njegove gradnje".
Kada je Split 1420. godine priznao mletačku vlast, Dujam je, nezadovoljan ishodom događaja i vjeran kralju Sigismundu, zauvijek napustio Split te ostatak života proveo u Ugarskoj, noseći i dalje naslov splitskog nadbuskupa. God. 1435. ime mu je navedeno medu imenima biskupa koji su bili u državnom saboru u Požunu. Njegov grb uklesan je na donjem dijelu zvonika splitske katedrale i na sarkofagu njegove majke u peripteru katedrale.